# Insigne de combat des U-Boote
L'insigne de combat des U-Boote, (en allemand, U-Boot-Kriegsabzeichen), est une décoration militaire allemande créée le 1er février 1918 par le Kaiser Wilhelm II afin de récompenser les personnes ayant servi de manière méritante à bord des U-Boote de la Kaiserliche Marine.
Il est de nouveau distribué au début de la Seconde Guerre mondiale à partir du 13 octobre 1939 sur ordre du Großadmiral Erich Raeder.

## Modèle 1918

### Attribution
Cet insigne fut créé le 1er février 1918 afin de récompenser les marins embarqués à bord des U-Boote de la Kaiserliche Marine ayant effectué au moins trois patrouilles de combat.

### Description
Il se présente sous la forme d'une gerbe ovale (orientée horizontalement) de feuilles de laurier surmontée de la couronne impériale allemande. Le motif au centre représente un sous-marin allemand vu de profil.

## Modèle 1939

### Attribution
Il est réactivé à partir du 13 octobre 1939 sur ordre du Großadmiral Erich Raeder. Il est remis aux matelots, aux officiers mariniers et aux officiers de la Kriegsmarine ayant accompli au moins deux missions de combat. Il pouvait être exceptionnellement distribué pour la réussite de missions très fructueuses, ainsi qu'en cas de blessure.
L'insigne a cessé d'être accordé à la fin du régime nazi en 1945.

### Description
Très largement inspiré du modèle de 1918, il est composé d'une couronne ovale de feuilles de chêne (toujours orientée horizontalement), surmontées d'un aigle, ailes déployées et tenant entre ses serres un swastika de petite taille dépassant légèrement de la couronne. L'attache se trouvant en bas de la couronne a l'aspect d'un ruban. Le motif au centre représente un sous-marin allemand vu de profil.
Il existait aussi une version tissée de cet insigne. Les diplômes d'obtention de ce dernier pouvaient prendre différentes formes et comporter ou non les emblèmes nationaux.

## Modèle 1939 avec brillants
L 'insigne de combat avec brillants fut créé en 1941 par le Großadmiral Erich Raeder. Il ne s'agit pas d'une classe officielle de la décoration, plutôt d'une récompense personnelle accordée par l'amiral commandant l'Oberkommando der Marine aux commandants de U-Boote ayant remporté de grands succès et généralement déjà récipiendaires de la croix de chevalier de la croix de fer. Il en fut distribué une trentaine au total.

### Récipiendaires
1. Fregattenkapitän Albrecht Brandi.
2. Korvettenkapitän Heinrich Bleichrodt (en).
3. Korvettenkapitän Otto von Bülow.
4. Großadmiral Karl Dönitz (grade special )
5. Korvettenkapitän Carl Emmermann, le 1er octobre 1943.
6. Kapitänleutnant Engelbert Endrass, le 18 juillet 1941.
7. Kapitänleutnant Friedrich Guggenberger.
8. Korvettenkapitän Robert Gysae (en).
9. Korvettenkapitän Reinhard Hardegen, le 7 mai 1942.
10. Kapitän zur See Werner Hartmann (en).
11. Korvettenkapitän Werner Henke.
12. Fregattenkapitän Otto Kretschmer.
13. Kapitänleutnant Hans-Günther Lange (de).
14. Korvettenkapitän Georg Lassen.
15. Fregattenkapitän Heinrich Lehmann-Willenbrock.
16. Fregattenkapitän Heinrich Liebe.
17. Kapitän zur See Wolfgang Lüth.
18. Korvettenkapitän Johann Mohr.
19. Kapitänleutnant Rolf Mützelburg (en).
20. Kapitän zur See Karl-Friedrich Merten, le 30 janvier 1943.
21. Korvettenkapitän Günther Prien.
22. Kapitänleutnant Joachim Schepke.
23. Korvettenkapitän Adalbert Schnee.
24. Kapitän zur See Klaus Scholtz (en).
25. Kapitän zur See Viktor Schütze.
26. Korvettenkapitän Herbert Schultze, le 15 juillet 1941.
27. Fregattenkapitän Reinhard Suhren, le 31 décembre 1941.
28. Kapitänleutnant Rolf Thomsen (en).
29. Fregattenkapitän Erich Topp, le 11 avril 1942.

## Port
L'insigne se porte sur la poche gauche de la veste (ou de la chemise) ; sous la croix de fer, si celle-ci est présente.